# Крейсери типу «Агордат»
Крейсери типу «Агордат» (італ. Classe Agordat) — серія торпедних крейсерів Королівських ВМС Італії кінця XIX століття; 

## Представники
| Назва           | Верф                                                               | Закладений          | Спущений на воду       | Вступив у стрій      | Доля                                                              |
| --------------- | ------------------------------------------------------------------ | ------------------- | ---------------------- | -------------------- | ----------------------------------------------------------------- |
| Агордат Agordat | Regio Cantiere di Castellammare di Stabia, Кастелламмаре-ді-Стабія | 18 лютого 1897 року | 11 жовтня 1899 року    | 26 вересня 1900 року | виведений зі складу флоту 4 січня 1923 року розібраний на метал   |
| Коатіт Coatit   | Regio Cantiere di Castellammare di Stabia, Кастелламмаре-ді-Стабія | 5 квітня 1897 року  | 15 листопада 1899 року | 1 жовтня 1900 року   | виведений зі складу флоту 11 червня 1920 року розібраний на метал |

## Конструкція
Крейсери типу «Агордат» були розроблені італійським кораблебудівником та генералом Набором Соліані (італ. Nabor Solian).
Корпус корабля розмірами 91,6 м x 9,32 м бав броньовану горизонтальну палубу товщиною 20 мм.
Силова установка складалась з 8 парових котлів Блетчиндена та двох горизонтальних парових машин потрійного розширення потужністю 8 129 - 8 215 к.с. Швидкість кораблів становила 22-23 вузли.
Обидва кораблі були оснащені двома щоглами, але згодом одна щогла була демонтована на обох кораблях.
Озброєння складалось з дванадцяти 76,2-мм гармат та двох 450-мм торпедних апаратів. Десять 76,2-мм гармат були розміщені у спонсонах, по 5 з кожного борту, ще дві гармати - у казематах в носовій частині кораблів.

## Характеристика проекту
Крейсери типу «Агордат» були загалом невдалими кораблями. Вони мали швидкість, недостатню на час їх появи, а також малу дальність плавання, тому не могли діяти на віддаленні від своїх баз.
У 1914 році вони були перекласифіковані на крейсери-скаути (італ. Esploratori). 
Згодом «Коатіт» був перетворений на мінний загороджувач, а «Агордат» на канонерський човен